# نخل لرزانک
نخل لرزانک (نام علمی: Butia capitata) نام یک گونه از تیره نخل و بومی آرژانتین، برزیل و اوروگوئه است. این گونه دارای رشد کند و یکنواخت و ارتفاع بیش از ۶ متر می‌باشد.

## نگارخانه

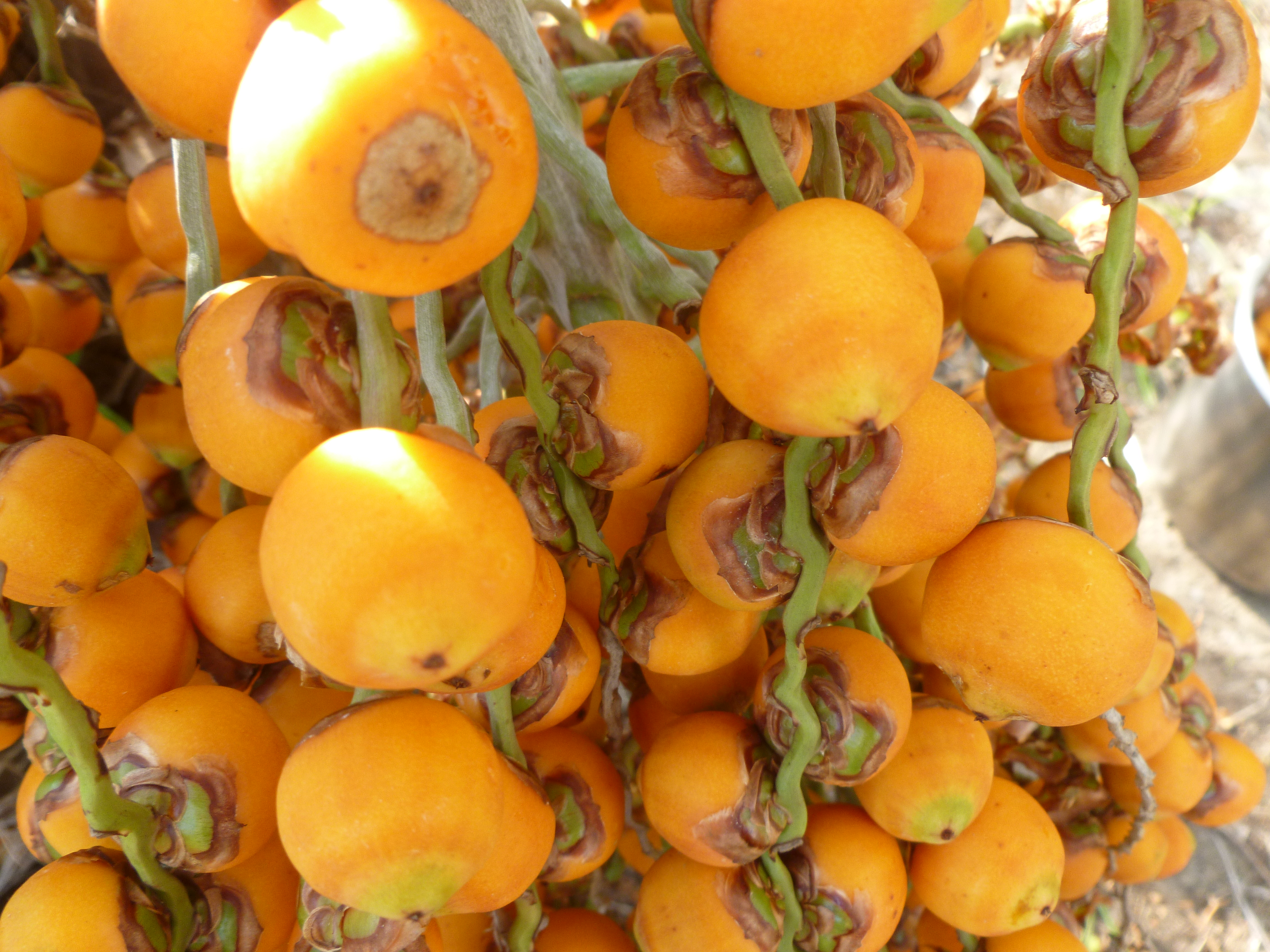
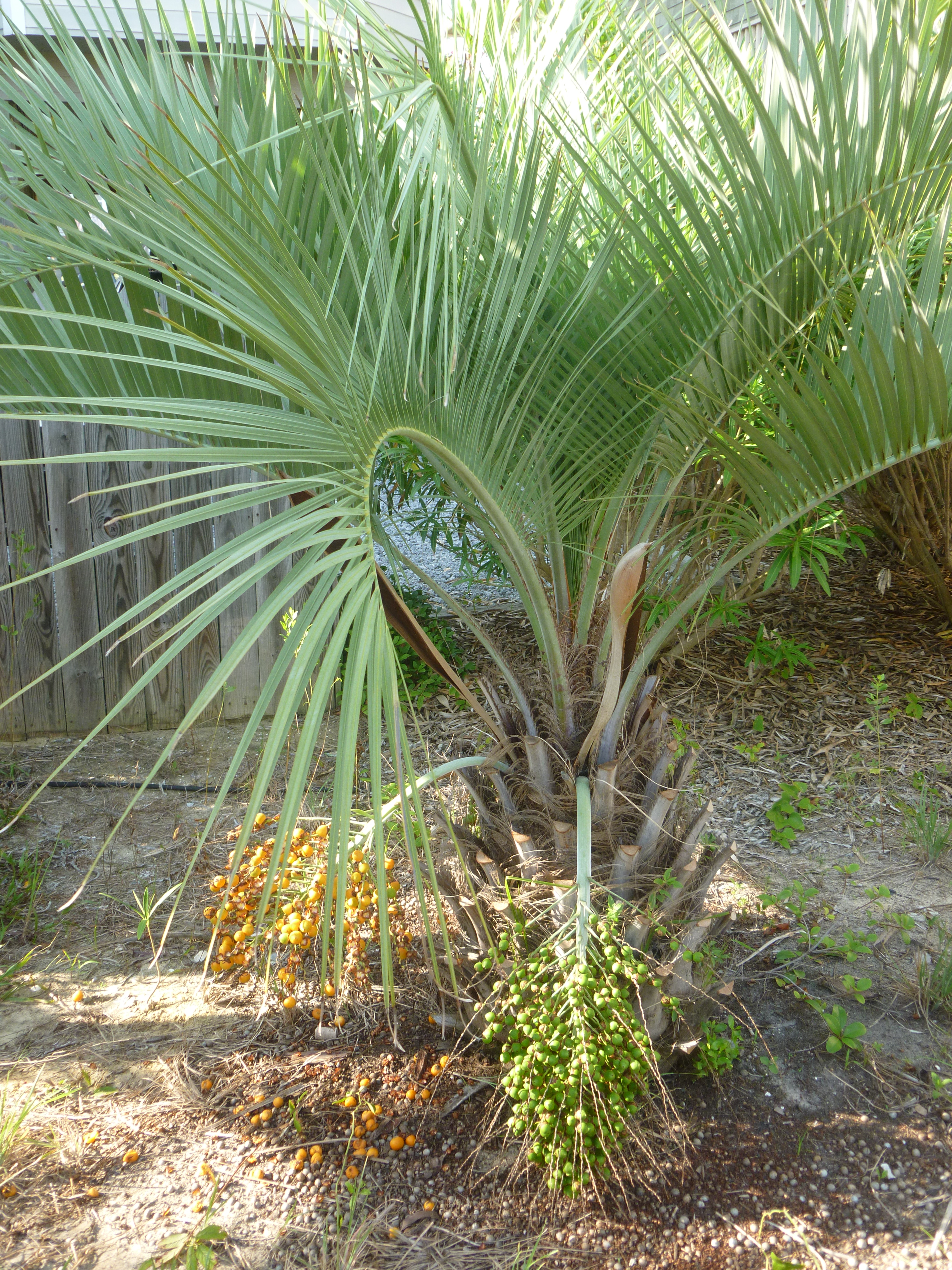
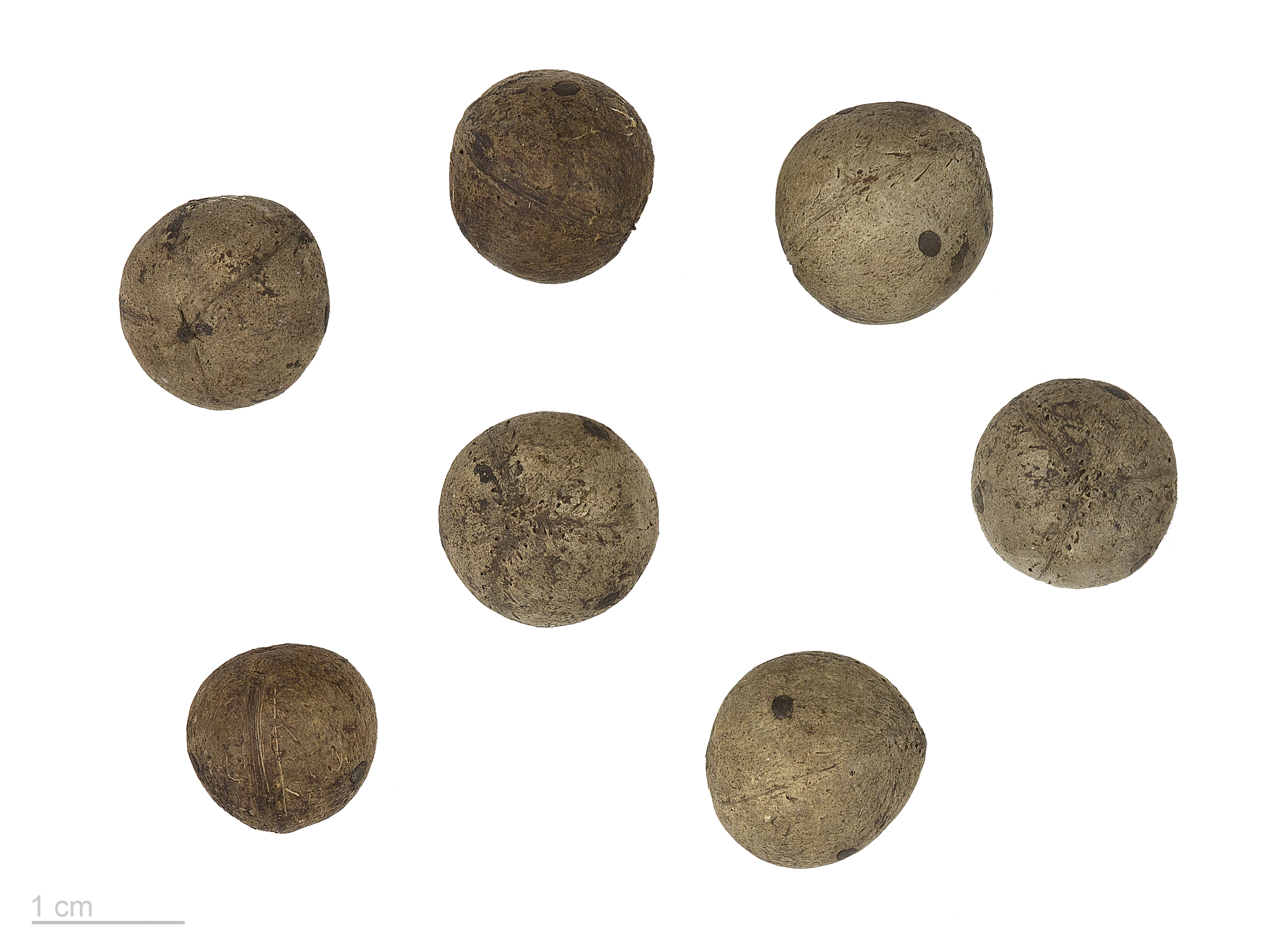
Butia capitata